# 南日本新聞
南日本新聞（みなみにっぽんしんぶん）は、株式会社南日本新聞社が編集・発行する鹿児島県の地方新聞である。地元での略称はみなみ（ミナミ）もしくは南日（なんにち）。
発行部数は228,946部（2024年下半期）であり、九州の地方紙としては、福岡県の西日本新聞に次ぐ発行部数である。

## 概要

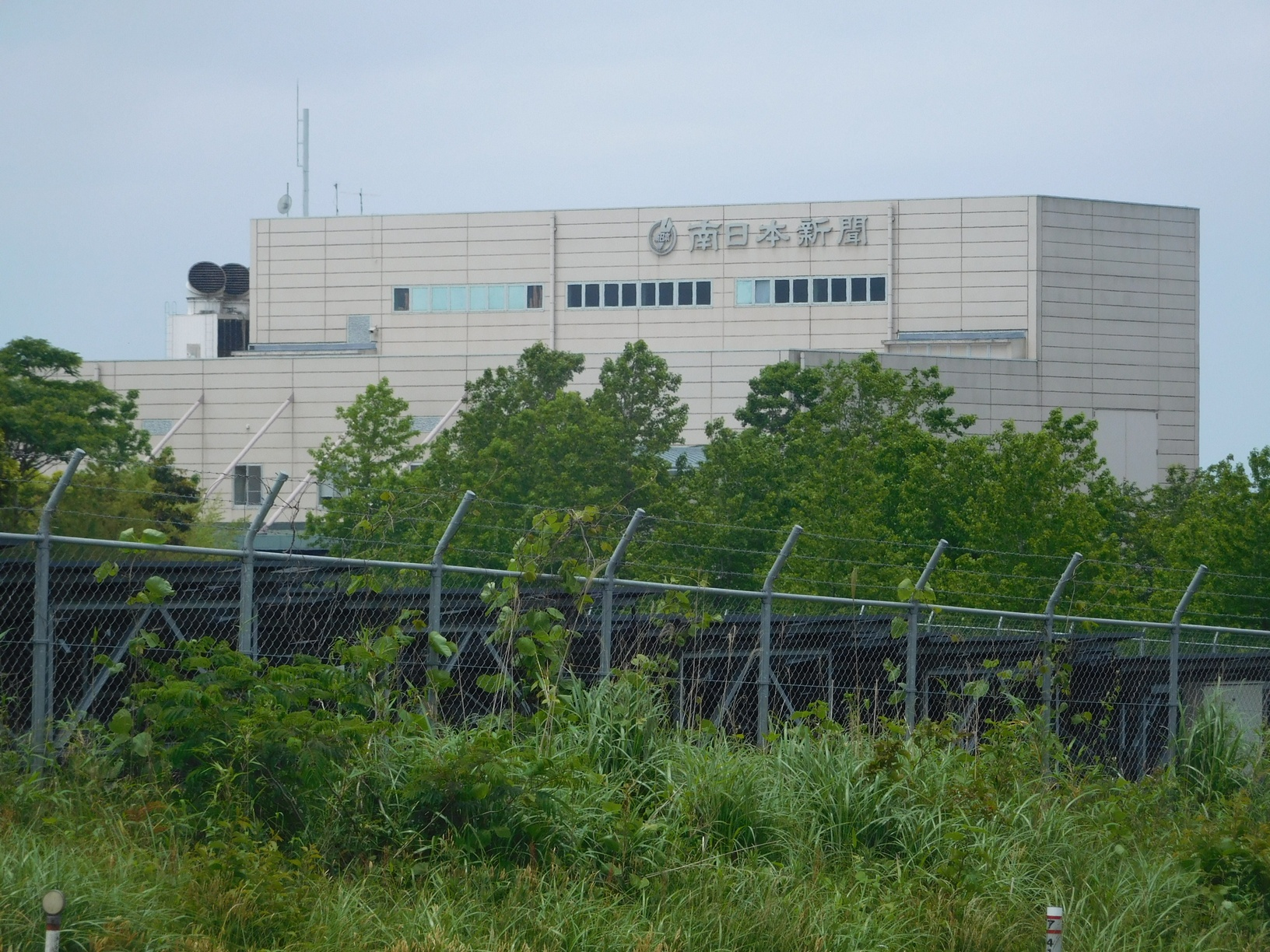
国分制作センター（霧島市国分上之段）

取材地域は主に鹿児島県内であるが、宮崎県西部にも取材拠点を設けており、宮崎県政や宮崎県西部（諸県方面）の話題を「県内ニュース」として扱うこともある。外国や日本国内の他都道府県の出来事は共同通信社の配信記事を使用する。鹿児島県関連のニュースは見出しで鹿県（かけん）と、また要人や著名人の鹿児島県訪問は来鹿（らいか）と略して表記される。
販売地域は鹿児島県と宮崎県の諸県地方および熊本県水俣市であるが、現在は朝刊のみの発行となっている。夕刊については、2009年2月28日付をもって休刊した。理由としては、発行部数が2万3000部程度となり、赤字が続いていたことに加え、インターネットの普及などで夕刊の普及率が減少し、発行継続が難しくなったと判断したためとしている。このため夕刊連載の小説は、休刊を発表した2008年12月1日から一日3話ずつの掲載となった。なお、夕刊発行当時は、1日に2回（朝・夕刊セット）と1日に1回（朝刊単独）発行の地域があった。
鹿児島県出身で全日本プロドリフト選手権（D1グランプリ）のドライバーである末永正雄が勤務している会社としても知られている。題字には、横棒が一本多い「新」の本字（ / 𣂺）を使用している。

## 沿革
『南日本新聞の歩み』より
- 1881年 - 「鹿児島新聞社」設立。
- 1882年2月10日 - 創刊号発行。
- 1889年 - 改進党系の鹿児島同志会が鹿児島新聞の経営を掌握。
- 1899年 - 地元財界が中心となって「鹿児島実業新聞社」が創立。
- 1913年 - 鹿児島実業新聞が大阪朝日新聞社（現：朝日新聞大阪本社）傘下に入り、鹿児島朝日新聞社に改称。鹿児島・宮崎両県で新聞発行を継続する一方で朝日新聞社本体に鹿児島県内のニュース配信を請け負う[注釈 2]。
- 1942年1月31日 - 鹿児島新聞・鹿児島朝日両紙が合併、「鹿児島日報社」となる（国策による合併）。
  - 2月11日 - 「鹿児島日報」第1号を発刊。
- 1946年2月11日 - 「南日本新聞社」に社名変更。題字が「南日本新聞」となる。
- 1959年 - 記者が大量退職し、ライバル紙の鹿児島毎日新聞（後の鹿児島新報）を創刊（2004年に廃刊）。
- 1972年4月1日 - 宮崎版を廃止[2]。
- 1999年2月 - 国分市（現：霧島市）に、分散印刷工場（国分制作センター）が完成し稼動開始。
- 2001年2月 - 本社を鹿児島市易居町から同市与次郎に移転。易居町の旧社屋は鹿児島市役所「みなと大通り別館」として改装された。
- 2008年11月27日 - 朝日新聞（西部本社発行版）の鹿児島・宮崎向けの委託印刷を、2010年4月から南日本新聞社の本社工場で行うことで朝日新聞社と基本合意。
- 2009年3月 - 夕刊を廃止し、朝刊単独紙に移行。
- 2015年11月 - 南日本新聞の紙面イメージが、パソコンやスマートフォンやタブレットなどで閲覧できるサービス「おはようネット」を開始[注釈 3]。
- 2019年5月 - 購読料改定。月額は3,093から3,400円、1部売りは133円から150円。
- 2023年
  - 4月1日 - 宮崎支局を都城支局へ統合[3]。
  - 7月8日 - この日を最後に株式面の紙面掲載を終了[4]。
- 2024年1月29日 - 「みなみのカレンダー」面と第2テレビ欄・ラジオ欄が統合。これに伴い前日（1月28日付）を最後に「旅行案内」（公共交通機関のダイヤ・空席状況）の掲載を終了[5]、また、鹿児島県以外の地上波テレビ・ラジオ局の番組表の掲載も1月28日付を最後に終了。
- 2025年6月1日 - 購読料改定。月額は3,400円から4,000円、1部売りは150円から200円に値上げ[6]。

## 提携通信社
- 共同通信社
- 日本経済新聞
- 朝日新聞西部本社（鹿児島・宮崎両県向けの新聞を委託印刷している）
- サンケイスポーツ（産経新聞社発行のスポーツ紙）

## 輸送ルート
いずれも2001年現在。
- 本社管轄 - 旧薩摩国エリア（伊佐市除く）、姶良市（旧蒲生町）、大隅諸島（熊毛郡、船便）、甑島列島（船便）、奄美群島（空輸）および熊本県水俣市
- 国分制作センター管轄 - 旧大隅国エリア（桜島を含む）、伊佐市、宮崎県南西部（諸県地方。都城市、えびの市、小林市、高原町、三股町）および宮崎市の一部

## 長年連載している項目
- 南風録 - 朝刊一面の下に毎日掲載されるコラム。論説委員などがローテーションで担当している。ただし、同社の論説委員の多くは取材部門の部長、副部長、支局長級の記者によって構成されており、『南風録』の多くは、彼ら兼任論説委員が、取材や原稿チェックの合間に執筆していることが多いとされている。題材は時事問題から日常の風景等の多岐にわたり、鹿児島県内では朝日新聞の天声人語よりも各方面への論調に強く影響する場合が多い。過去には中学・高校入試の国語の問題文にされることもあった。
- 黒ヂョカ - 読者のユーモア溢れるこぼれ話を県内各地の支社、支局長、地域報道部記者らが構成して伝える連載。ちなみに「黒ヂョカ」とは、主に薩摩半島南部などで使われていた平たい黒薩摩焼の焼酎用急須のことで、かつてはお湯割りをつくるときに良い塩梅になるということで必ず使われていた。1951年2月27日連載開始。1951年の開始当初は市内・北薩・薩摩・大隅・宮崎の各版で別内容を掲載しており、宮崎版のタイトルは「いもがらぼくと」であった[8]。
- 薩摩狂句 - 南日本放送のさつまお笑い劇場などと同様に、永年に亘り読者から薩摩狂句の投稿作品を募集し、佳作を撰者が講評している。
- おくやみ広告 - 鹿児島県内では一般家庭も含めて、死亡及び告別式の御知らせの広告を同紙へ掲載することが一般的であるが、近年は家族葬の普及に伴い減少傾向にある。

## ラジオ・テレビ欄
南日本新聞では、鹿児島県所属の離島地域（奄美群島・大隅諸島など）で朝刊の新聞配達が昼から翌日早朝になる事や、奄美群島南部では沖縄県内のテレビが視聴できる事などを考慮して、朝刊では最終面（休刊日は中面）にある県内の当日のテレビ番組欄とは別に第2テレビ面を設け、翌日1日分（休刊日は翌々日も）の鹿児島県のテレビ番組欄を掲載している（2024年1月28日までは沖縄民放も掲載）。ラジオについては、第2テレビ面にラジオ欄を掲載している。
- 第1テレビ欄→当日の鹿児島のテレビ（欄外に各局代表電話番号掲載）と当日のBSデジタル放送（NHK、一部の無料民放）
- 第2テレビ欄→当日のBSデジタル放送（一部の有料民放と放送大学）、翌日の鹿児島のテレビとNHK BS・NHK BSP4K

この様に、当日・翌日の2日分（休刊日は3日分）の番組表を全部載せている新聞は、同じ様に離島が多く一部では昼～夕刊発行時に配達される長崎新聞（朝刊専売）等、長崎県向けの新聞の例もある。ただし、2009年10月1日に創刊された産経新聞「九州・山口版」は除く。

### 収録テレビ局
2024年1月29日時点
地上波放送局
※当日分のテレビはフルサイズ、翌日分のテレビはクオーターサイズ掲載。
※第1テレビ面に当日分、第2テレビ面に翌日分掲載。
- NHK鹿児島放送局総合テレビ（デジタル3）
- NHK鹿児島放送局Eテレ（デジタル2）
- MBC・南日本放送（デジタル1）
- KTS・鹿児島テレビ（デジタル8）
- KKB・鹿児島放送（デジタル5）
- KYT・鹿児島読売（デジタル4）

衛星放送
※全てクオーターサイズ掲載。
※第1テレビ面に当日分、NHKのみ第2テレビ面に翌日分掲載。
- 1 NHK BS
- 4K1 NHK BSP4K
- 4 BS日テレ
- 5 BS朝日
- 6 BS-TBS
- 7 BSテレ東
- 8 BSフジ
- 11 BS11
- 12 トゥエルビ

※第2テレビ面（当日分のみ）
- 9 WOWOWプライム
- 9赤 WOWOWライブ
- 9緑 WOWOWシネマ
- 10 スターチャンネル1
- 231 放送大学

### 収録ラジオ局
- MBC・南日本
- NHK・第一
- NHK・第二
- NHK・FM
- ミュー・FM鹿児島
- フレンズ・FM762
鹿児島県内のコミュニティ放送局では唯一の掲載。

### ラ・テ欄に関する備考
- 毎年12月29日には年末年始の番組表が別版で配布される。鹿児島県内の地上波テレビ放送局は例年掲載しているが、BSやラジオ局については掲載局が一定していない。
- 誤植が過去数回ある。2003年6月30日のテレビ欄は前年同日（つまり2002年6月30日）の番組内容を誤植した（この際は前日の紙面で番組表は確認できた）他、鹿児島放送で放送されていた『まもって守護月天!』の表記を『GETTEN』としたこと、などがある。
- 1988年当時は最終面に宮崎・熊本民放の番組欄を掲載していた。
- 深夜番組欄は2004年6月1日、2011年7月24日付でそれぞれ拡張された。
- 2006年12月1日付（鹿児島県内の地上デジタル放送開始日）から鹿児島・宮崎・熊本・沖縄のチャンネル案内にリモコンキーIDが表記されている。
- 2011年7月23日付（アナログテレビ放送終了前日）までは鹿児島・宮崎・熊本の各県主要都市（熊本は本社親局および県南・天草地域のみ）のチャンネル案内を掲載していた。
- 2024年1月28日付以前は、BSデジタルと宮崎・熊本の民放テレビと翌日の鹿児島・沖縄のテレビはテレビ欄（最終面）の裏面に、当日のラジオ欄は中面に掲載していた。
- 2024年1月28日付をもって熊本・宮崎・沖縄の民放テレビ局（沖縄は翌日のみ）、宮崎の民放ラジオ局、ラジオNIKKEIの掲載を終了した。
- 2024年1月まではNHK-FMとFM鹿児島、フレンズFMの週間番組表を掲載していた（最末期は月曜日に掲載）。NHK-FMはサイズが大きくクラシック番組の演奏順も判るようになってあるが、フレンズFMは番組名がわかる程度のサイズである。

## 備考
- 社会面に掲載されていた4コマ漫画『あんずちゃん』（田中しょう）は2008年5月15日付で、原則的にカラー掲載になった（熊本日日新聞はそれ以前からカラーでの掲載である）。
- 2022年1月1日から、青沼貴子の4コマ漫画『ねえ、ぴよちゃん[9][注釈 4]』が連載されている。
- 日曜版では2010年4月から2015年3月まで西炯子の8コマ漫画『のこのこ!』が掲載された。2015年8月に小学館「フラワーコミックス」にて単行本化。
- 株式欄では、本社を鹿児島県に置く会社については、銘柄を白抜き表示している。

## 法人概要
本紙を発行する株式会社南日本新聞社（みなみにっぽんしんぶんしゃ）は、九州地場では大手の1つに位置づけられる。本紙以外にも、各種情報誌を制作し配布している。

### 支社・支局
- 支社：東京（銀座）・大阪（梅田）・福岡（天神）
- 総局・支局：離島が多いこともあり、鹿児島県内各地及び都城の計21か所有している。都城支局は2023年4月1日より宮崎支局も兼務している[3]（同年3月まで宮崎支局は宮崎日日新聞社本社内に所在していた）。

### 関係する放送会社
南日本新聞社は鹿児島県内で株式会社の形態を採る全ての地上波放送局に出資している。以下は『南日本新聞の百二十年』発刊時点（2001年）の記述である。
- 南日本放送 - 資本金2億円のうち3パーセントの600万円を出資。創始者は当時の社長の畠中季隆で、開局時の社屋も南日本新聞社本社の3階を間借りしていた。近年は開局時ほどの影響力はないが、MBCニューズナウや最終のMBCラジオニュース内（南日本新聞ニュース）では、一部を同紙の報道や論説とタイアップならびに引用した内容が見られる。なお、新聞とは違い読み方は「みなみにほん－」である。
- 鹿児島テレビ放送 - 資本金3億円のうち26パーセントの7800万円を出資。西日本新聞社よりも影響力が強い。
- 鹿児島放送 - 資本金10億円のうち3パーセントの3000万円を出資。
- 鹿児島讀賣テレビ - 資本金35億円のうち1パーセントの3500万円を出資。南日本新聞社本社の西隣に演奏所がある。
- エフエム鹿児島 - 資本金8億円のうち6パーセントの4800万円を出資。
- 鹿児島シティエフエム - 鹿児島市を対象とするコミュニティ放送局。資本金1億5000万円のうち8パーセントの1200万円を出資。